# Frances Howard (glumica)
Frances Howard (Omaha, Nebraska, 4. lipnja 1903. – Beverly Hills, Los Angeles, Kalifornija, 2. srpnja 1976.), američka glumica, supruga u drugom braku oscarovca, producenta Samuela Goldwyna.

## Životopis
Rođena je kao Frances Howard McLaughlin u Omahi u Nebrasci 1903. od roditelja Jamesa i Maureen. Odgojena je u katoličkom duhu. Udala se za Samuela Goldwyna 23. travnja 1925. godine. Ostali su u braku do Goldwynove smrti. Imali su jednog sina, Samuela Goldwyna Mlađeg. Jedan od njenih unuka je glumac Tony Goldwyn.
Frances je bila ozbiljno zabrinuta najavama da će Hitler izvršiti invaziju na SAD. Planirala je lažno utapljanje njena sina, kojem bi poslije dali lažni identitet, te pobjegli u Meksiko gdje bi ju čekao već prebačen novac.

## Filmografija
Snimila je četiri filma od 1925. do 1935.:
- Mary Burns, Fugitive (1935.) kao Landlady
- The Shock Punch (1925.) kao Dorothy Clark
- The Swan (1925.) kao Alexandra, The Swan
- Too Many Kisses (1925.) kao Yvonne Hurja

## Vanjske poveznice
- Filmografija na IMDb[neaktivna poveznica]